# Naknenuk
Naknenuk é uma confederação maxacali composta pelos pataxós (papagaios), monoxós (os ancestrais) ou amixokoris (aqueles que vão e voltam), kumanoxós (denominação genérica das heroínas tribais do panteão religioso dos maxacalis), kutatóis (tatus), malalís (jacarés pequenos), makonís (veados pequenos), kopoxós, kutaxós (abelhas) e pañâmes.